# Ipweger Moor

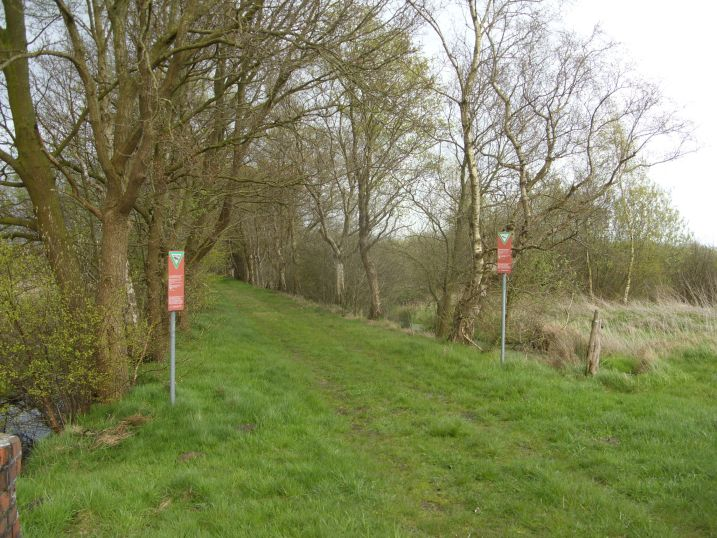
Barkenkuhlen im Ipweger Moor

Das Naherholungsgebiet Ipweger Moor liegt nordöstlich der niedersächsischen Stadt Oldenburg. Benannt ist es nach der Bauerschaft Ipwege. Dort befinden sich mehrere Naturschutzgebiete (NSG): Barkenkuhlen im Ipweger Moor und Hochmoor und Grünland am Heiddeich im Landkreis Ammerland sowie das überwiegend im Landkreis Wesermarsch liegende Gellener Torfmöörte mit Rockenmoor und Fuchsberg. Die Gebiete sind Bestandteil des FFH-Gebietes 014 „Ipweger Moor, Gellener Torfmöörte“. Eigentümer ist das Land Niedersachsen, welches die Naturschutzgebiete vom Niedersächsischen Landesbetrieb für Wasserwirtschaft, Küsten- und Naturschutz verwalten lässt.

## Entstehung
Die ursprüngliche Fläche des Geestrandmoores betrug ca. 6000 ha. Es entstand nach der Eiszeit durch Versumpfung: Regenwasser floss vom oldenburgisch-ostfriesischen Geestrücken ab und lief mit dem Wasser der Weser zu einem See zusammen, aus dem sich im Laufe der Zeit ein bis zu fünf Meter tiefes Hochmoor bildete.

## Gegenwärtiger Zustand
Heute besteht das Gebiet aus einem unkultivierten Hochmoorrest und einem Gürtel aus Grünland, das brach liegt. Durch verschiedene Maßnahmen wurde der Lebensraum für zahlreiche Tier- und Pflanzenarten verbessert. Moltebeere, Hochmoor-Perlmuttfalter und Moorfrosch kommen als seltene Arten vor.
Für die NSG Barkenkuhlen im Ipweger Moor und Hochmoor und Grünland am Heiddeich ist die untere Naturschutzbehörde des Landkreises Ammerland zuständig, für Rockenmoor/Fuchsberg die des Landkreises Wesermarsch.

### Barkenkuhlen im Ipweger Moor
Das Naturschutzgebiet Barkenkuhlen im Ipweger Moor mit dem Kennzeichen NSG WE 172 hat eine Fläche von 48 ha.

### Hochmoor und Grünland am Heiddeich
Das Naturschutzgebiet Hochmoor und Grünland am Heiddeich trägt das Kennzeichen WE 248 und erstreckt sich über 53 ha.

### Rockenmoor/Fuchsberg
Dieses Gebiet hat eine Fläche von 155 ha (Kennzeichen NSG WE 183). Seit Dezember 2018 ist es Bestandteil des Naturschutzgebietes „Gellener Torfmöörte mit Rockenmoor und Fuchsberg“.

## Archäologische Funde
Im Jahre 1989 erfolgte im Ipweger Moor die Ausgrabung des Bohlenweges XII (Ip), auch Bardenflether Bohlenweg oder Hünenbrücke genannt. Der auf das Jahr 713 v. Chr. mittels Dendrochronologie datierte Bohlenweg ist mit 6,5 Kilometern der längste bekannte Moordamm Deutschlands aus dieser Zeit. Er überbrückte das Moor zwischen den heutigen Ortschaften Loyerberg und Bardenfleth.
Während der Ausgrabungsarbeiten fand sich auch ein steinhartes, wie ein Laib Brot geformtes Gebilde. Nach näherer Untersuchung stellte sich 1994 heraus, dass es sich um die Nachbildung eines Brotes auf Bienenwachsbasis handelt.

## Insekten

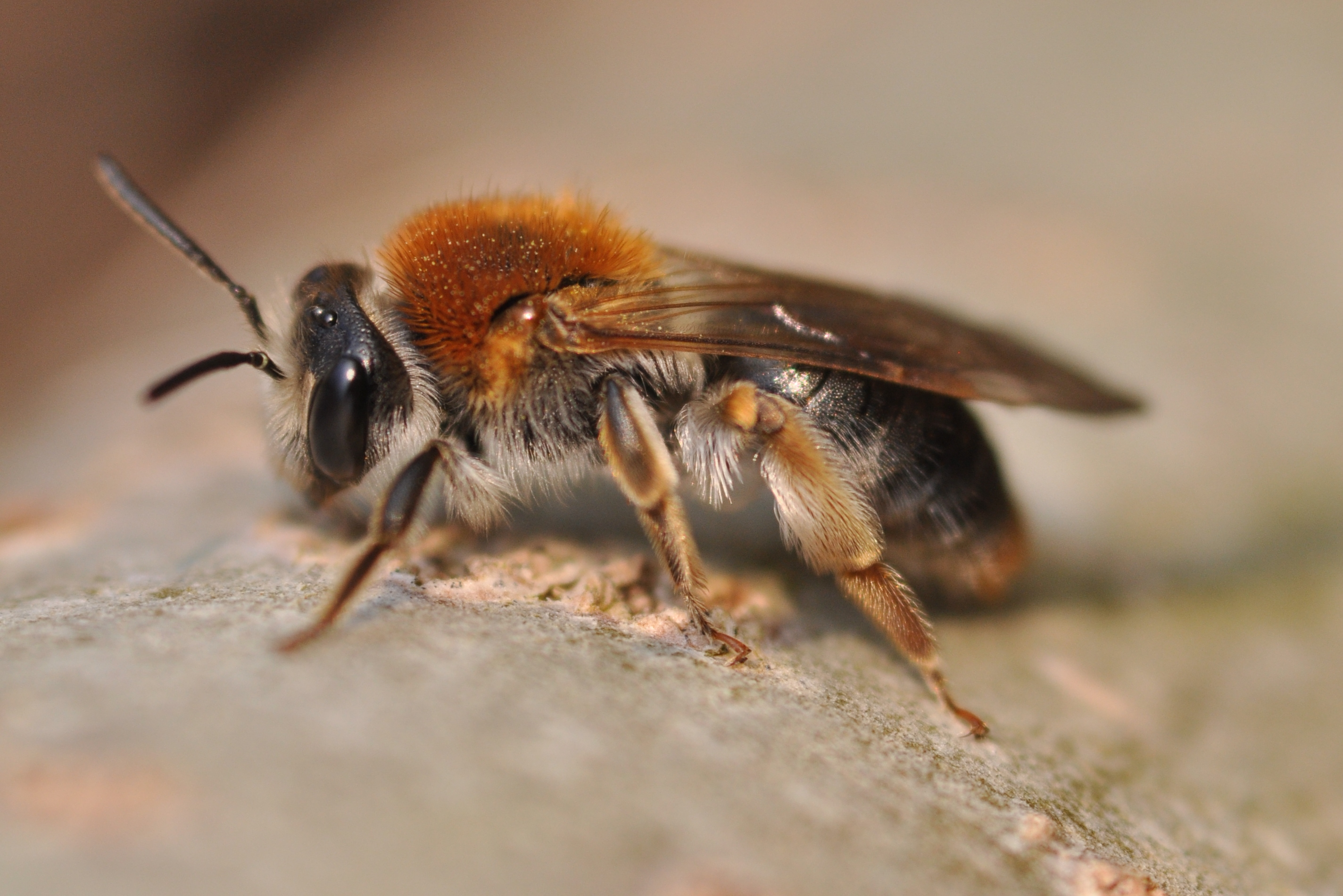
Rotschopfige Sandbiene (Andrena haemorrhoa)

1987 und 1999 wurden 34 Bienenarten festgestellt, wobei die Sandbienenarten Andrena haemorrhoa und die Schmalbienenart Lasioglossum fratellum sowie die Maskenbienenart Hylaeus confusus am häufigsten waren.